# Candidula fiorii
Candidula fiorii е вид охлюв от семейство Hygromiidae. Видът е уязвим и сериозно застрашен от изчезване.

## Разпространение
Разпространен е в Италия.